# Spruz
Das Wort Spruz geht etymologisch vermutlich auf „spritzen“ zurück. Es bezeichnet in manchen süddeutschen Regionen (etwa der Oberpfalz und Teilen Frankens) einen „Spritzer“ – also eine kleine Menge – von Flüssigkeit, in der Regel Bier. In anderen Teilen Bayerns wird der Spruz als Schnitt bezeichnet. Im Tschechischen wird der Schnitt als „šnyt“ bezeichnet.
Als Spruz oder Schnitt wird eine Getränkemenge bezeichnet, die das verwendete Glas nur teilweise – meist zur guten Hälfte – füllt. Insbesondere Bier, das vom Fass gezapft wird, kann der Gast in manchen  Gastwirtschaften, deren Standardmaß 0,4 l oder 0,5 l ist, auch als (kostengünstigeren) Spruz bestellen – jedoch meist nur als letztes Getränk, nachdem er bereits mindestens ein vollständiges konsumiert hat. Dabei wird das Glas bis zum Rand gefüllt, allerdings hauptsächlich mit Schaum, indem es nicht schräg gehalten wird; dies ergibt, nachdem sich der Schaum gelegt hat, ein etwa halbvolles Glas Bier.
Der Spruz oder Schnitt bezeichnet stets ein frisch eingeschenktes Getränk. Dies unterscheidet ihn vom weitaus unbeliebteren „Noagerl“ bzw. „Naacherla“ oder „Neucherl“ (von „Neige“), wie in Österreich und Bayern bzw. Franken ein übriggebliebener, abgestandener Getränkerest bezeichnet wird. Übergeschäumtes Bier wird insbesondere im Hamburgischen als Leckbier bezeichnet.

## Weitere Bedeutungen
In Teilen Westsachsens drückt man mit „Spruz“ die Kohlensäurehaltigkeit eines Getränks aus: Eine Wasserflasche oder Limonadendose „hat Spruz“, oder: „Da ist Spruz drauf“. In Österreich (Region Burgenland) wird unter Spruz ein Gespritzter – für Deutschland: Weinschorle – bezeichnet.